# No Way Jose
No Way Jose es una película estadounidense cómica y dramática protagonizada por Adam Goldberg, Ahna O'Reilly, Pat Healy, Emily Osment y Gillian Jacobs; dirigida por Adam Goldberg y coescrita por Sarah Kate Levy. Fue estrenada en DVD el 7 de julio de 2015 y la distribución está a cargo de la compañía  Sony Pictures Entertainment.

## Sinopsis
José Stern (Adam Goldberg), un músico de 40 años entra en crisis en su relación de noviazgo. Cuando Dusty (Ahna O'Reilly), su novia descubre su secreto oscuro, ella lo echa de su vida. Sin muchas opciones, José se ve obligado a pedir ayuda y consejo a sus gastados amigos, su disfuncional familia y su exnovia alcohólica, esforzándose por encontrarse a sí mismo, su música, y quizás al amor de su vida.

## Reparto
- Adam Goldberg como Joseph "José" Stern.
- Ahna O'Reilly como Dusty Morrison.
- Pat Healy como Lawrence.
- Emily Osment como Summer Stern.
- Gillian Jacobs como Penny.
- Eric Siegel como Gabe.
- Anna Belknap como Kate.
- Greg Pritikin como Mickey.